# Handlarz cudów
Handlarz cudów – polsko-szwedzko-francuski film obyczajowy z 2009 roku w reżyserii Jarosława Szody i Bolesława Pawicy.
Zdjęcia kręcono w październiku i listopadzie 2008 roku w następujących lokalizacjach na terenie Polski i Francji: Pułtusk, Tomaszów Lubelski, Paryż, Bagnolet i Scheibenhard.

## Opis fabuły
Film opowiada o nielegalnej podróży przez Europę Polaka (Borys Szyc) i dwójki dagestańskich dzieci-uchodźców. Bohaterów dzieli wszystko: wiek, doświadczenie, religia, kultura, krąg cywilizacyjny – a jednak dla każdej z tych postaci wzajemne spotkanie okazuje się kluczowe. Przynosi im doświadczenia, które zadecydują o ich dalszym życiu – przecież droga do samego siebie wiedzie przez drugiego człowieka.

## Obsada
- Borys Szyc – Stefan
- Sonia Mietielica – Urika
- Roman Golczuk – Hasim
- Joanna Szczepkowska – doktor Jaworska
- Mariusz Benoit – Zbyszek
- Ali Ibraguimov – Mahmud Gamzatov, ojciec Uriki i Hasima
- Piotr Borowski – Czarny
- Franciszek Trzeciak – kierownik izby wytrzeźwień
- Witold Wieliński – taksówkarz
- Jean Cloud Denue – konduktor francuski
- Anna Kociarz – sprzedawczyni w sklepie spożywczym
- Olga Sarzyńska – sprzedawczyni w sklepie obuwniczym
- Lech Dyblik – pacjent
- Krzysztof Ogłoza – pacjent
- Katarzyna Bargiełowska – Zośka
- Ryszard Kotys – kierownik domu opieki
- Tomasz Kubiatowicz – ochroniarz
- Olga Miłaszewska – kobieta w domu opieki
- Jerzy Matula – lokator domu opieki
- Agnieszka Gąsior – dziewczyna z baru
- Paweł Kloc – brat Mahmuda
- David Serero – brat Mahmuda
- Sylvie Marques – żona Mahmuda

## Nagrody
- 2009 – Anna Englert – Festiwal Polskich Filmów Fabularnych w Gdyni – nagroda za kostiumy
- 2009 – Jarosław Szoda – Przegląd Polskich Filmów Fabularnych w Koninie – Nagroda Publiczności
- 2009 – Bolesław Pawica – Przegląd Polskich Filmów Fabularnych w Koninie – Nagroda Publiczności
- 2009 – Jarosław Szoda i Bolesław Pawica – Festiwal Polskich Filmów w Chicago – Nagroda krytyków chicagowskich za "znakomite zdjęcia i walory wizualne"